# Sandra von Möller

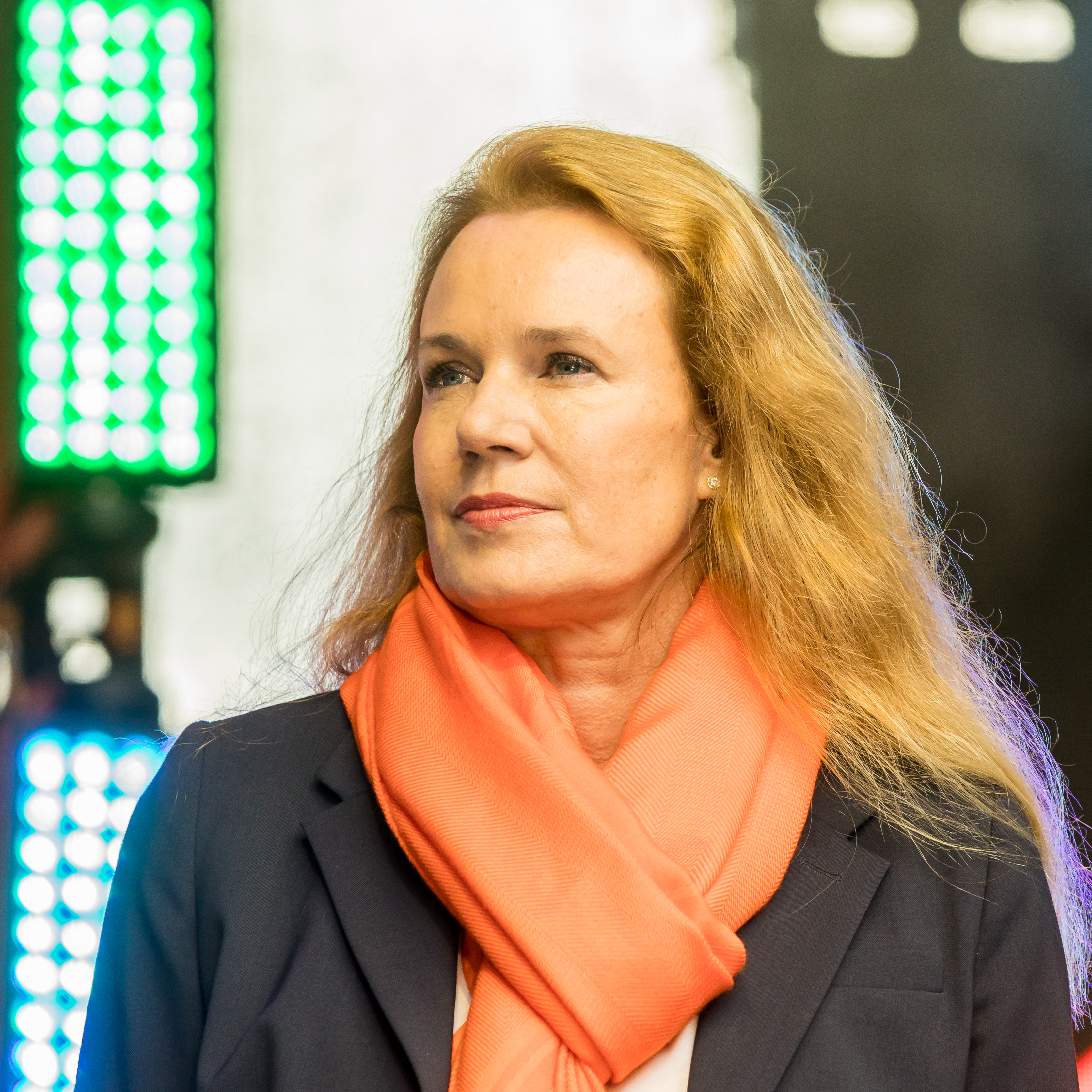
Sandra von Möller, 2021

Sandra von Möller (* 4. September 1969 in Freiburg im Breisgau) ist eine deutsche Unternehmerin und Rechtsanwältin und seit 2009 gemeinsam mit ihrem Mann J. Manuel von Möller Geschäftsführerin des mittelständischen Technologie-Unternehmens BÄRO GmbH & Co. KG. Von Möller ist zudem Gründerin und Vorsitzende des gemeinnützigen Vereins KIDsmiling – Projekt für hilfsbedürftige Kinder und Jugendliche.

## Leben und Wirken

### Herkunft und Ausbildung
Sandra von Möller wuchs in Freiburg i. Br. auf und absolvierte 1988 ihr Abitur am Berthold-Gymnasium Freiburg. Nach ihrem Abschluss studierte von Möller Rechtswissenschaften an der Albert-Ludwigs-Universität zu Freiburg und der Ludwig-Maximilian Universität zu München, wo sie im Februar 1993 ihr erstes juristisches Staatsexamen ablegte. Im Januar 1996 wurde sie mit ihrer Dissertation „Verzicht auf Planfeststellung und Plangenehmigung“ an der Universität Freiburg zum Dr. jur. promoviert. Im November 1996 schloss sie ihr Referendariat am Oberlandesgericht Düsseldorf mit dem zweiten juristischen Staatsexamen ab.

### Berufliche Karriere
Ihre berufliche Laufbahn begann von Möller 1997 als Rechtsanwältin in der Steuerabteilung der Wirtschaftsprüfungsgesellschaft KPMG in Düsseldorf. 1999 wechselte sie in die Rechtsanwaltskanzlei Linklaters nach Köln, wo sie auf dem Gebiet des Steuerrechts arbeitete und sich zur Fachanwältin für Steuerrecht qualifizierte. Ab 2002 war sie für die internationale Steuerrechtsabteilung der Deutsche Post AG in Bonn tätig. Gleichzeitig lehrte sie als Dozentin für Steuerrecht an der Technischen Hochschule Köln, wo sie seit 2014 Mitglied des Kuratoriums ist, und an der Europa Fachhochschule Fresenius Köln. 2008 wechselte sie innerhalb des Deutsche-Post-Konzerns in die Marketingabteilung. Von 2000 bis 2009 war von Möller Mitautorin des Lademann-Kommentars zum EStG und veröffentlichte zahlreiche Artikel für Fachzeitschriften und Tageszeitungen.
Seit September 2009 führt von Möller gemeinsam mit ihrem Mann J. Manuel von Möller die BÄRO GmbH & Co. KG. Das weltweit aktive mittelständische Technologie-Unternehmen mit Sitz in Leichlingen ist auf die Geschäftsbereiche Retail Lighting – Beleuchtungslösungen für den Einzelhandel – und Clean Air Technologies – Luftreinigung sowie Luft- und Oberflächenentkeimung mit UVC – spezialisiert. Sandra von Möller ist dort bis heute für die Bereiche Recht, Steuern, Personal und Marketing zuständig. Seit 2020 leitet sie außerdem den Geschäftsbereich Clean Air Technologies.

### Soziales Engagement
Neben ihrer Tätigkeit als Juristin gründete von Möller 2003 den gemeinnützigen Verein KIDsmiling – Projekt für hilfsbedürftige Kinder und Jugendliche, den sie seitdem ehrenamtlich leitet. KIDsmiling fördert Kinder und Jugendliche aus sozial benachteiligten Verhältnissen sowie mit Flucht- und Migrationshintergrund. Mit Projekten in den Bereichen Sport, Kultur und Bildung möchte der Verein die Heranwachsenden stärken und ihnen Perspektiven für die Zukunft aufzeigen. Einen Schwerpunkt bildet das KIDsmiling-Fußballprojekt, das seit 2007 besteht.

### Politisches Engagement und IHK-Tätigkeit
Von 2009 bis 2013 war von Möller als direkt gewähltes Mitglied des Rates der Stadt Köln für die CDU aktiv und gehörte dem Aufsichtsrat der KölnKongress GmbH an. Sie war seinerzeit – obwohl in Marienburg wohnend – auf Vorschlag des späteren Kölner Oberbürgermeisters Schramma in einer Kampfabstimmung gegen den früheren Ratsherrn Johannes Werner Hamm für den Wahlkreis Seeberg / Heimersdorf von der CDU Köln für den Wahlkreis im Kölner Norden aufgestellt worden. CDU-Mitglieder aus Chorweiler kritisierten „die Hinterzimmerabsprachen“ gegen ihren Stadtbezirk.
Ihr Ratsmandat gab von Moeller im Jahr 2013 vorzeitig auf. Wie die Fraktion der CDU im Rat der Stadt Köln dazu mitteilte, seien „neue berufliche Verpflichtungen von Möllers“ dafür der Grund. Von Möller sagte dazu „Die Entscheidung habe ich mir nicht leicht gemacht. Neue berufliche Verpflichtungen lassen mir jedoch nicht mehr die Zeit, die man benötigt, um einer Ratstätigkeit mit der angemessenen Ernsthaftigkeit nachzugehen.“ Sie sei keine Frau für halbe Sachen und verstehe es daher als Ehrensache, ihr Mandat jemandem zu überlassen, der es zu 100 Prozent ausfüllen könne und werde.
Kritik äußerte die in Marienburg lebende von Möller in Namen der Interessengemeinschaft Marienburg an den seinerzeitigen Plänen zum Bau eines Flüchtlingsheims in Marienburg:   Wenn es sich nur ein temporäres Wohnheim handle, sei es nicht weiter problematisch, meinte sie. Aber Marienburg verfüge nicht über genug Ressourcen, um die ankommenden Kinder aller Altersklassen angemessen zu versorgen. "Bereits jetzt gibt es nicht ausreichend Kindergartenplätze." Sie berichtet von ihrer Tochter, für die sie keinen Platz in Marienburg gefunden habe. Die Grundschulen seien ausgelastet, und das einzige Gymnasium müsse schon jetzt Kinder ablehnen. "Wir wollen unseren Beitrag gerne leisten und heißen Flüchtlinge willkommen", sagt sie, äußert aber ihr Unverständnis darüber, im Vorfeld nicht informiert worden zu sein . Als Vorstandsmitglied der Interessengemeinschaft Marienburg hatte sie zuvor das "Marienburger Manifest" mit verfasst, das sie sich vor allem gegen den erheblichen Wandel des Viertels wendet, der mit den Stichworten ,Verdichtung' und ,erhöhter Gewerbeanteil' beschrieben werden kann.
Seit Dezember 2012 gehört von Möller der Vollversammlung der Industrie- und Handelskammer zu Köln an und war von 2015 bis 2020 Vizepräsidentin. Von 2013 bis 2020 leitete sie den damals neu gegründeten IHK-Arbeitskreis „Diversity“; von 2016 bis 2020 war sie Vorsitzende des IHK-Rechtsausschusses.
Im Rahmen ihrer IHK-Tätigkeit setzt sie sich unter anderem für die Integration von Menschen mit Migrations- und Fluchthintergrund in den Ausbildungs- und Arbeitsmarkt, Chancengerechtigkeit und die Vereinbarkeit von Karriere und Familie ein. Insbesondere in der Diskussion über Frauen in Führungspositionen bezieht von Möller klar Stellung: So plädiert sie für bessere Betreuungsmöglichkeiten von Kindern, für die steuerliche Abzugsfähigkeit von Betreuungskosten als Werbungskosten/Betriebsausgaben und setzt sich für die Frauenquote in Deutschland ein. „Wichtig ist, dass Frauen ihren eigenen Weg und ihre persönlichen Ziele verfolgen, dass sie ausdauernd und mutig sind. Dabei sollten sie für ihre Rechte einstehen […]“, so von Möller. Von 2015 bis 2020 leitete sie den Frauen-Business-Tag „Frauen.Macht.Karriere“ der IHK Köln und war Schirmherrin des von ihr maßgeblich mit angestoßenen Netzwerkes Business-Women-Cologne.

### Kandidatur zum 20. Deutschen Bundestag
Bei der Aufstellungsversammlung am 8. Mai 2021 setzte sich von Möller gegen den amtierenden Bundestagsabgeordneten Heribert Hirte, der mit 6 erreichten Stimmen im ersten Wahlgang ausschied, sowie zwei weitere Bewerber in ihrem CDU-Kreisverband für eine Kandidatur zur Wahl zum 20. Deutschen Bundestag am 26. September 2021 durch. Sie erreichte bei der Direktwahl den zweiten Platz mit 25 % der Erststimmen und verlor gegen Kandidaten der Grünen, Sven Lehmann, der 34,6 % erhielt. Ihr Listenplatz 35 reichte ebenfalls nicht für einen Einzug.

### Wohnen im Eigentum
Seit August 2024 ist Sandra von Möller Vorständin des bundesweiten Verbraucherschutzverbands Wohnen im Eigentum (WiE) mit Sitz in Bonn.

## Auszeichnungen

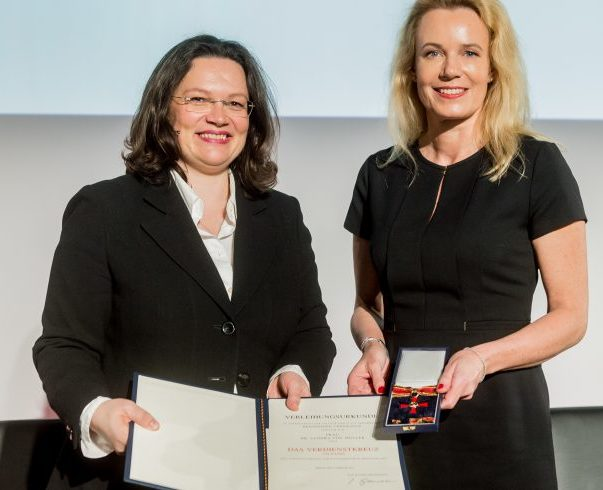
Andrea Nahles überreicht Sandra von Möller das Bundesverdienstkreuz

### Bundesverdienstkreuz
Für ihr ehrenamtliches Engagement für sozial benachteiligte Kinder und Jugendliche im Rahmen von KIDsmiling wurde Sandra von Möller am 21. Februar 2017 mit dem Bundesverdienstkreuz ausgezeichnet. Die Auszeichnung erfolgte auf Vorschlag der damaligen Bundesministerin für Arbeit und Soziales Andrea Nahles.

### 25 Frauen-Award
Am 17. Mai 2019 wurde Sandra von Möller von der Business-Plattform Edition F in Kooperation mit dem Handelsblatt und Zeit Online mit dem Award „25 Frauen, die mit ihrer Stimme die Gesellschaft bewegen“ ausgezeichnet.

### Wirtschaftsbotschafterin
Am 20. August 2020 hat die Oberbürgermeisterin der Stadt Köln, Henriette Reker, Sandra von Möller zur Wirtschaftsbotschafterin ernannt.

## Veröffentlichungen (Auswahl)
- Verzicht auf Planfeststellung und Plangenehmigung. Centaurus-Verlag. 1997.
- Oppenhoff & Rädler. Reform der Unternehmensbesteuerung – Steuersenkungsgesetz – (§27 KStG; § 2 Abs. 2, § 9 GewStG). Deutscher Anwaltverlag. 2000.